# Никитин, Григорий Михайлович
Григо́рий Миха́йлович Ники́тин (1889 (?), Санкт-Петербург — 1917) — русский футболист, играл на позиции левого нападающего.

## Карьера
Начал карьеру Григорий Никитин в клубе «Националы», а затем выступал за «Спорт». Считался одним из лучших игроков российского футбола 1910-х годов.
Играл за сборную Санкт-Петербурга, в частности 3 октября 1910 года против клуба «Славия», который выступал в Европе под названием «Коринтианс», в этой игре сборная Санкт-Петербурга победила 5:4, а Никитин забил первый гол своей команды, прорвавшись «как буря» к воротам гостей, а затем забил ещё три мяча, сделав «покер», ну а через несколько дней, играя против той же команды уже в составе клуба «Спорт», выступал, как ещё несколько футболистов, «засунув руки в карманы», а «Спорт» проиграл 0:6.
В сборной России Никитин провёл 1 матч, это же был и первая игра сборной страны, проигранная 0:11 сборной Англии, в этой игре Никитин даже не доиграл до конца, получив травму и порвав рубашку, и один матч в составе олимпийской команды, на первой для России Олимпиаде.
Григорий Никитин погиб 21 марта 1917 года в боях Первой мировой войны в деревне Рудка-Червище.

## Статистика

### Как игрок
| Матчи Никитина за сборную России | Матчи Никитина за сборную России | Матчи Никитина за сборную России | Матчи Никитина за сборную России | Матчи Никитина за сборную России | Матчи Никитина за сборную России |
| Дата                             | Место проведения                 | Оппонент                         | Счёт                             | Голы                             | Соревнование                     |
| -------------------------------- | -------------------------------- | -------------------------------- | -------------------------------- | -------------------------------- | -------------------------------- |
| 22 августа 1911                  | Санкт-Петербург                  | Англия                           | 0-11                             | -                                | Товарищеский матч                |
| 1 июля 1912                      | Стокгольм                        | Германия                         | 0-16                             | -                                | Олимпиада 1912                   |